# Jinqingzhen (ort i Kina, Zhejiang Sheng, lat 28,51, long 121,52)
Jinqingzhen (kinesiska: Chin-ch’ing, 金清镇) är en ort i Kina. Den ligger i provinsen Zhejiang, i den östra delen av landet, omkring 230 kilometer sydost om provinshuvudstaden Hangzhou. Antalet invånare är 111 481. Befolkningen består av 53 772 kvinnor och 57 709 män. Barn under 15 år utgör 14,0 %, vuxna 15-64 år 74 %, och äldre över 65 år 10,0 %.
Närmaste större samhälle är Taizhou, 19,5 km norr om Jinqingzhen. Trakten runt Jinqingzhen består till största delen av jordbruksmark.
Genomsnittlig årsnederbörd är 2 153 millimeter. Den regnigaste månaden är juni, med i genomsnitt 331 mm nederbörd, och den torraste är januari, med 72 mm nederbörd.